# Earth Inferno
Earth Inferno – koncertowy i pożegnalny album grupy Fields of the Nephilim w pierwszym składzie, wydany w 1991 roku.

Materiał został zarejestrowany podczas trzech koncertów trasy promocyjnej albumu Elizium: 6 X 1990 w Brixton Academy, 4 VIII 1990 w Wolverhampton Civic Centre i 6 XI 1990 w Hamburg Sportshalle.
Zawartość:
1. Intro (dead but dreaming) – intro/For her light/At the gates of silent memory (Paradise regained) (16:11)
2. Moonchild (5:25)
3. Submission (7:41)
4. Preacher man (4:51)
5. Love under will (6:17)
6. Sumerland (what dreams may come) (8:28)
7. Last exit for the lost (10:18)
8. Psychonaut (9:06)
9. Dawnrazor (9:08)